# Линии мира
Ли́нии ми́ра, Сте́ны ми́ра (англ. Peace lines / Peace walls) — официальное название линий ограждений, разделяющие католические (как правило, ирландские националистические) и протестантские (британские юнионистские) районы в Северной Ирландии, первые из которых были построены во времена разгара Конфликта в Северной Ирландии (после массовых беспорядков 1969 года, причём одна из них была построена уже в 2008 году) для минимизации контакта двух этих групп. Североирландскими сторонниками объединения называются «стенами позора».

## Описание
Существуют в Белфасте (где их 20), Дерри, Портадауне и Лургане. Их длина может варьироваться от ста метров до пяти километров, материал — железо, кирпич, сталь, высота может достигать 6 метров. В стенах есть ворота, иногда охраняемые полицией, которые открыты днём, но закрыты ночью. В общей сложности стены простираются на более чем 32 километра.
На данный момент являются туристической достопримечательностью. В 2008 году началась дискуссия о возможности ликвидации стен; многие жители районов, в которых находятся такие стены, подтверждают, что стены способствуют ощущению безопасности, и в целом согласны на ликвидацию стен, но — не сейчас.

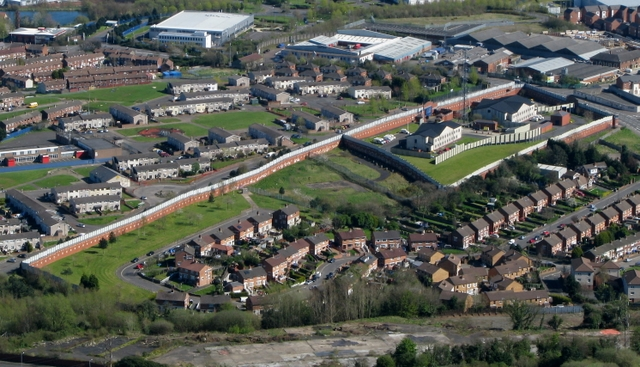
Белфастский барьер высотой в 5,5 метров, завершающийся укреплённым полицейским участком
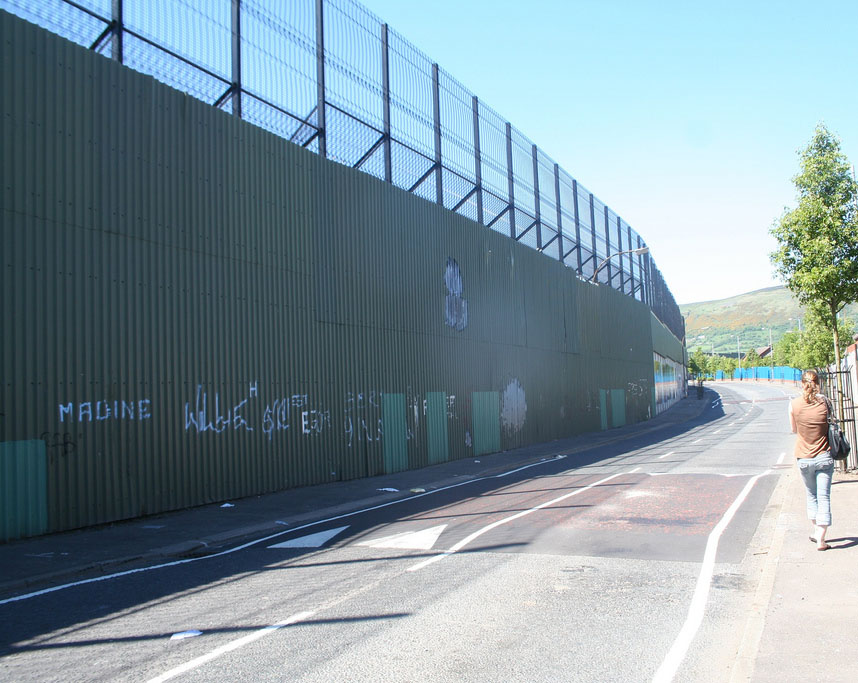
Ещё один барьер в Белфасте, вид с протестантской стороны
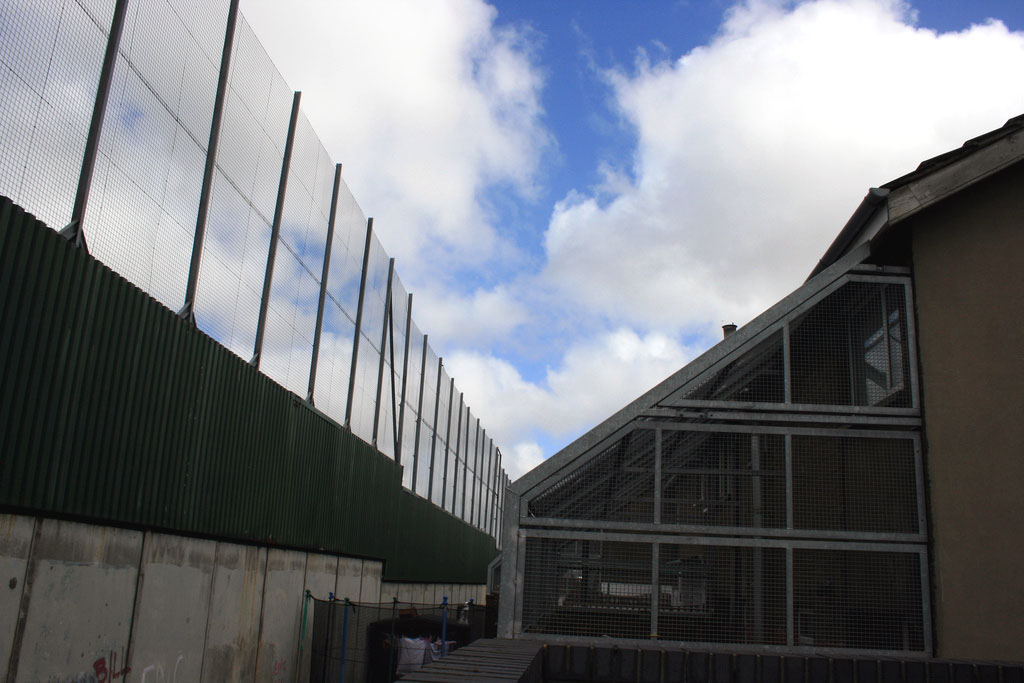
Тот же барьер, вид с католической стороны